# 中国人民解放军空军政治工作部
中国人民解放军空军政治工作部，位于北京市，是中国人民解放军空军机关职能部门。

## 沿革
1949年9月21日，毛泽东在中国人民政治协商会议第一届全体会议上发表的《中国人民站起来了》讲话中指出：“我们将不但有一个强大的陆军，而且有一个强大的空军和一个强大的海军。”该讲话后的第4天，中央军委任命中国人民解放军第四野战军第十四兵团司令员刘亚楼为空军司令员，第四野战军第十三兵团政治委员萧华为空军政治委员兼政治部主任，第二野战军第十七军军长王秉璋为空军参谋长。
1949年11月11日，中央军委电令宣布：中国人民解放军空军司令部成立，军委航空局即行撤销，原军委航空局所有人员及业务工作全部移交中国人民解放军空军司令部。经军委批准，空军领导机关设司令部、政治部、训练部、工程部、后勤部共5个部。不久，空军司令员刘亚楼提出空军领率机关的组织原则和组织系统表，经毛泽东批准，首先建立中国人民解放军空军司令部（起初称参谋部）、中国人民解放军空军政治部、中国人民解放军空军训练部、中国人民解放军空军工程部。中国人民解放军空军后勤部和中国人民解放军空军干部部因第十四兵团无相应机构，故暂缺。1950年9月7日正式成立中国人民解放军空军干部管理部（1952年7月后改称中国人民解放军空军干部部），吴法宪任副政委兼部长，杨春甫任副部长（原中国人民解放军第四野战军第五十一军政委）。1958年10月至1960年2月，空军干部部、军事法院、军事检察院、修建部、探照灯兵部、军事订货部、通信兵部等陆续撤销，其中空军干部部、军事法院、军事检察院并入空军政治部。
起初空军政治部与空军司令部同设在东交民巷22号的原美国兵营。1952年5月14日，毛泽东在事前没通知任何人的情况下，带着身边秘书胡乔木和警卫叶子龙来到东交民巷的空军机关视察。1950年代末，空军大院建成后，空军司令部、政治部迁到空军大院。
2016年，在深化国防和军队改革中，撤销中国人民解放军空军政治部，组建中国人民解放军空军政治工作部。

## 机构设置
- 组织局[6]
- 干部局[7]
  - 空军招收飞行学员工作局
- 兵员和文职人员局[8]
- 宣传局[7]
- 群工联络局[9]

……
直属单位
- 空军政治工作部宣传文化中心[10]
- 空军新疆航空队纪念馆

……

## 历任领导
| 中国人民解放军空军政治部主任 1. 萧华（1949年10月—1950年4月，政治委员兼） 2. 吴法宪（1950年4月—1953年1月，副政治委员兼） 3. 王辉球 中将（1953年1月—1964年7月，1960年3月起为副政治委员兼） 4. 黄玉昆 少将（1964年7月—1967年5月） 5. 高厚良（1973年5月—1975年10月，副政治委员兼） 6. 刘世昌（1975年10月—1978年1月） 7. 叶松盛（1978年1月—1982年11月） 8. 毕皓（1982年11月—1987年1月） 9. 高兴民（1987年1月—1988年4月） 10. 丁文昌 空军中将（1988年4月—1992年11月） 11. 张汉平 空军中将（1992年11月—1993年12月） 12. 徐承栋 空军中将（1993年12月—1997年11月） 13. 邓昌友 空军中将（1997年11月—2002年5月） 14. 孙俊哲 空军中将（2002年5月—2007年9月） 15. 王晓龙 空军中将（2007年9月—2009年12月） 16. 朱福熙 空军中将（2009年12月—2012年11月） 17. 房建国 空军中将（2012年12月—2015年7月，副政治委员兼） 18. 范骁骏 空军中将（2015年7月—2016年1月） 中国人民解放军空军政治部顾问 - 裴志耕（？—？） - 罗平（？—？） | 中国人民解放军空军政治部副主任 - 林接彪 少将（1957年8月—1964年8月） - 王静敏 少将（1958年5月—1967年1月） - 王平水 少将（1959年3月—1967年2月） - 任学耀（1969年9月—1975年12月） - 夏犁（1969年9月—1975年12月） - 廖冠贤（1969年12月—1972年8月） - 高德襄（1973年1月—？） - 黄则奇（1975年5月—？） - 毕皓（1980年12月7日—1982年11月17日） - 高厚福 空军少将（1984年11月—1991年8月） - 高长吉 空军少将（1985年8月—1992年11月） - 丁文昌 空军少将（1985年11月—1988年4月） - 陈潜 空军少将（1988年4月—1992年11月） - 杨成彦 空军少将（1990年7月—1994年12月） - 冯永生 空军少将（1990年6月—1996年1月） - 黄新 空军少将（1994年12月—2000年6月） - 邓昌友 空军少将（1997年3月—1997年11月） - 敬应龙 空军少将（1997年12月—2003年1月） - 邓铜山 空军少将（1998年12月—2003年12月） - 房建国 空军少将（2000年6月—2007年6月） - 宋琨 空军少将（2003年1月—2011年12月） - 王祥富 空军少将（2003年12月—2005年7月） - 杨汉龄 空军少将（2004年12月—2006年12月） - 林红松 空军少将（2008年2月—2010年7月） - 舒清友 空军少将（2009年12月—2012年12月） - 王鸿生 空军少将（2010年—？） - 刘展志 空军少将（2011年6月—2012年10月） - 于忠福 空军少将（2012年3月—2012年12月） - 周卫平 空军少将（2012年—2016年） - 刘德伟 空军少将（2013年—2015年7月） - 堵远放 空军少将（2015年—2016年） |

| 中国人民解放军空军干部部部长 - 吴法宪（1950年9月—1952年1月，空军副政治委员兼） - 杨春甫（1952年1月—1954年1月） - 吴法宪 中将（1954年1月—1956年6月，空军副政治委员兼） - 朱虚之 少将（1956年6月—1959年1月） | 中国人民解放军空军干部部副部长 - 杨春甫（1950年9月—1952年1月） - 朱虚之 少将（1953年10月—1956年6月，第一副部长） - 王平水 少将（1953年—1959年3月） - 黎映霖 大校（1957年3月26日—？） - 任学耀 大校（1957年3月26日—？） |

| 中国人民解放军空军政治工作部主任 1. 范骁骏 空军中将（2016年1月—2017年1月） 2. 堵远放 空军中将（2017年1月—2021年9月） 3. 姜平 空军中将（2021年9月—） | 中国人民解放军空军政治工作部副主任 - 周卫平 空军少将（2016年—2016年） - 堵远放 空军少将（2016年—2017年1月） - 姜平 空军少将（2016年—2019年） - 刘青松 空军少将（2017年—2018年7月） - 商亚恒 空军少将（2019年—） |